# 大统 (西魏)
大统（535年正月—551年十二月）是西魏文帝元宝炬的第一個年号，由丞相宇文泰、太師宇文覺及司空宇文護相繼掌握朝政。西魏使用这个年号歷時16年餘。元宝炬死后废帝元钦和恭帝元廓都没有自己的年号，因此大统也是西魏唯一的一个年号。
宇文觉取代西魏称帝后，也没有使用年号。直到宇文毓时，从559年八月重新开始使用年号武成。

## 大事记
- 大统元年——元宝炬在宇文泰支持下登基，建立西魏。
- 大统二年——东魏攻西魏。
- 大统三年正月十七日——潼关之战，东魏攻西魏失败。
- 大统三年十月初——沙苑之战，西魏攻东魏获胜。
- 大统十年——西魏攻江陵。

## 出生
- 大统七年农历六月十三：

隋高祖文皇帝杨坚

## 纪年
| 大统 | 元年   | 二年   | 三年   | 四年   | 五年   | 六年   | 七年   | 八年  | 九年  | 十年  |
| ---- | ------ | ------ | ------ | ------ | ------ | ------ | ------ | ----- | ----- | ----- |
| 公元 | 535年  | 536年  | 537年  | 538年  | 539年  | 540年  | 541年  | 542年 | 543年 | 544年 |
| 干支 | 乙卯   | 丙辰   | 丁巳   | 戊午   | 己未   | 庚申   | 辛酉   | 壬戌  | 癸亥  | 甲子  |
| 大统 | 十一年 | 十二年 | 十三年 | 十四年 | 十五年 | 十六年 | 十七年 |       |       |       |
| 公元 | 545年  | 546年  | 547年  | 548年  | 549年  | 550年  | 551年  |       |       |       |
| 干支 | 乙丑   | 丙寅   | 丁卯   | 戊辰   | 己巳   | 庚午   | 辛未   |       |       |       |

## 參见
- 中国年号索引
  - 其他使用大统年號的政權
- 同期存在的其他政权年号
  - 上願（535年）：南朝梁時期領導鮮于琛的年号
  - 大同（535年正月—546年四月）：南朝梁政權梁武帝萧衍的年号
  - 永漢（542年正月—二月）：南朝梁時期領導劉敬躬的年号
  - 中大同（546年四月—547年四月）：南朝梁政權梁武帝萧衍的年号
  - 太清（547年四月—549年十二月）：南朝梁政權梁武帝萧衍的年号
  - 正平（548年十一月—549年六月）：南朝梁政權臨賀王蕭正德的年号
  - 大寳（550年正月—551年十二月）：南朝梁政權梁簡文帝萧綱的年号
  - 天正（551年八月—十一月）：南朝梁政權豫章王萧棟的年号
  - 太始（551年十一月—552年三月）：南朝梁時期侯景的年号
  - 神嘉（525年十二月—535年三月）：北魏時期領導劉蠡升年号
  - 天平（534年十月—537年十二月）：東魏政权東魏孝靜帝元善見年号
  - 平都（536年九月）：東魏時期領導王迢觸、曹貳龍年号
  - 元象（538年正月—539年十一月）：東魏政权東魏孝靜帝元善見年号
  - 興和（539年十一月—542年十二月）：東魏政权東魏孝靜帝元善見年号
  - 武定（543年正月—550年五月）：東魏政权東魏孝靜帝元善見年号
  - 天保（550年五月—559年十二月）：北齊政权北齊文宣帝高洋年号
  - 乾明：西魏年号
  - 天德（544年—548年）：越南君主李賁的年号
  - 章和：高昌政权麴坚年号
  - 永平：高昌政权麴玄喜年号
  - 和平：高昌政权年号
  - 建元（536年—551年）：新羅法興王、真興王的年号
  - 開國（551年—568年）：新羅真興王之年號